# Obereopsis truncata
Obereopsis truncata là một loài bọ cánh cứng trong họ Cerambycidae.